# Parera Pond
Der Parera Pond ist ein kleiner See im ostantarktischen Viktorialand. Im Taylor Valley liegt er 1,5 km südlich des Andrews Ridge.
Das New Zealand Geographic Board benannte ihn 1998 nach der maorischen Bezeichnung für eine Augenbrauenente (Anas superciliosa).